# V429 Близнецов
V429 Близнецов (лат. V429 Geminorum) — одиночная переменная звезда в созвездии Близнецов на расстоянии приблизительно 90,7 светового года (около 27,8 парсек) от Солнца. Видимая звёздная величина звезды — от +10,08m до +9,86m. Возраст звезды определён как около 150 млн лет.
Вокруг звезды обращается, как минимум, одна планета.

## Характеристики
V429 Близнецов — оранжевый карлик, вращающаяся переменная звезда типа BY Дракона (BY) спектрального класса K5Ve*, или K5e, или K5, или K7. Масса — около 0,73 солнечной, радиус — около 0,64 солнечного, светимость — около 0,127 солнечной. Эффективная температура — около 4306 К.

## Описание
BD+20°1790 представляет собой оранжевый карлик с массой и диаметром, равными 63 % и 71 % солнечных соответственно. Звезда очень молода по астрономическим меркам: её возраст оценивается в 35—80 миллионов лет. BD+20°1790 достаточно тусклая: её светимость составляет около 17 % светимости Солнца при температуре поверхности в 4410 Кельвин. Система BD+20°1790 принадлежит движущейся группе звёзд AB Золотой Рыбы, средний возраст элементов которой оценивается в 50 миллионов лет.

## Планетная система
В 2009 году группой астрономов было объявлено об открытии планетарного объекта BD+20°1790 b в системе. Планета принадлежит к классу горячих юпитеров — её масса составляет 6 с половиной масс Юпитера, и она обращается на расстоянии 0,6 а. е. от родительской звезды. Такое близкое расположение планеты может объяснить необычную активность звезды BD+20°1790.